# نوراغافيت
نوراغافيت (الأرمينية: Նորագավիթ)، هو حي داخل منطقة شينغافيت في يريفان، أرمينيا.